# Campeonato Brasileiro de Futebol de 2022 - Série B
A Série B do Campeonato Brasileiro de Futebol de 2022, oficialmente Brasileirão SportingBet – Série B 2022 por motivos de patrocínio, foi a 41.ª edição da competição de futebol realizada no Brasil, equivalente à segunda divisão. Foi disputada por 20 clubes, dos quais os quatro primeiros colocados ao final de 38 rodadas subiram para a Série A de 2023 e os quatro últimos foram rebaixados a Série C de 2023.
A região Sudeste foi a detentora do maior número de representantes na Série B, com sete equipes. Na sequência, as regiões Sul e Nordeste contaram com seis representantes cada, enquanto uma equipe goiana representou a região Centro-Oeste. A região Norte não possuiu representantes. A edição foi também a recordista de participantes campeões da Série A.
Com sete rodadas de antecedência, o Cruzeiro foi a primeira equipe a garantir o acesso à Série A de 2023 após vencer o Vasco da Gama, em casa, por 3–0, retornando para a principal divisão nacional após três temporadas. Na rodada seguinte, o clube mineiro garantiu o título mesmo sem jogar, depois das derrotas do Grêmio e do Bahia, seus perseguidores diretos, se tornando o campeão da Série B mais antecipado da história. O Grêmio foi a segunda equipe a assegurar o acesso, após vencer o Náutico na antepenúltima rodada por 3–0, fora de casa. Na última rodada, foram definidos os últimos promovidos: o Bahia, após vencer o CRB por 2–1, fora de casa, e o  Vasco da Gama com a vitória no confronto direto contra o Ituano, por 1–0, em Itu.
O Brusque e o Náutico foram os primeiros clubes matematicamente rebaixados à Série C de 2023, após a vitória da Chapecoense sobre o Tombense por 3–2, na 36ª rodada. No mesmo dia, o Operário-PR também foi rebaixado após perder para o CRB por 2–1, em Maceió.
 Na última rodada, o CSA confirmou seu rebaixamento à Série C, após ser derrotado pelo Cruzeiro por 3–2, em Belo Horizonte.

## Regulamento
A Série B foi disputada por 20 clubes no sistema de ida e volta por pontos corridos, em dois turnos. Em cada turno, os clubes jogam entre si uma única vez. Os jogos do primeiro turno são realizados na mesma ordem no segundo turno, apenas com o mando de campo invertido. Não há campeões por turnos, sendo declarado campeão o clube que obtiver o maior número de pontos após as 38 rodadas do campeonato. Ao final, os quatro primeiros clubes garantem acesso para a Série A de 2023, da mesma forma que os quatro últimos são rebaixados para a Série C de 2023. O campeão ingressará diretamente na terceira fase da Copa do Brasil de 2023.
Essa foi a primeira edição em que todos os jogos contaram com o árbitro assistente de vídeo (VAR).[carece de fontes?] Já o limite para a troca de técnicos, introduzido na edição anterior, foi retirado assim como ocorreu na Série A.

### Critérios de desempate:
Em caso de empate por pontos entre dois clubes, os critérios de desempate foram aplicados na seguinte ordem:
1. Número de vitórias;
2. Saldo de gols;
3. Gols pró (marcados);
4. Confronto direto;
5. Menor número de cartões vermelhos;
6. Menor número de cartões amarelos;
7. Sorteio.

## Participantes
| Equipe         | Cidade         | Estado | Em 2021       | Estádio (mando)       | Capacidade | Títulos        |
| -------------- | -------------- | ------ | ------------- | --------------------- | ---------- | -------------- |
| Bahia          | Salvador       | BA     | 18º (Série A) | Arena Fonte Nova      | 47 907     | 0 (não possui) |
| Brusque        | Brusque        | SC     | 12º           | Augusto Bauer         | 5 000      | 0 (não possui) |
| Chapecoense    | Chapecó        | SC     | 20º (Série A) | Arena Condá           | 20 089     | 1 (2020)       |
| CRB            | Maceió         | AL     | 7º            | Rei Pelé              | 17 126     | 0 (não possui) |
| Criciúma       | Criciúma       | SC     | 4º (Série C)  | Heriberto Hülse       | 19 900     | 1 (2002)       |
| Cruzeiro       | Belo Horizonte | MG     | 14º           | Mineirão              | 61 846     | 0 (não possui) |
| CSA            | Maceió         | AL     | 5º            | Rei Pelé              | 17 126     | 0 (não possui) |
| Grêmio         | Porto Alegre   | RS     | 17º (Série A) | Arena do Grêmio       | 55 662     | 1 (2005)       |
| Guarani        | Campinas       | SP     | 6º            | Brinco de Ouro        | 29 130     | 1 (1981)       |
| Ituano         | Itu            | SP     | 1º (Série C)  | Novelli Junior        | 15 600     | 0 (não possui) |
| Londrina       | Londrina       | PR     | 16º           | Estádio do Café       | 30 000     | 1 (1980)       |
| Náutico        | Recife         | PE     | 8º            | Aflitos               | 22 856     | 0 (não possui) |
| Novorizontino  | Novo Horizonte | SP     | 3º (Série C)  | Jorge Ismael de Biasi | 16 000     | 0 (não possui) |
| Operário-PR    | Ponta Grossa   | PR     | 13º           | Germano Krüger        | 10 632     | 0 (não possui) |
| Ponte Preta    | Campinas       | SP     | 11º           | Moisés Lucarelli      | 17 728     | 0 (não possui) |
| Sampaio Corrêa | São Luís       | MA     | 15º           | Castelão              | 40 149     | 1 (1972)       |
| Sport          | Recife         | PE     | 19º (Série A) | Ilha do Retiro        | 26 418     | 1 (1990)       |
| Tombense       | Tombos         | MG     | 2º (Série C)  | Soares de Azevedo     | 13 971     | 0 (não possui) |
| Vasco da Gama  | Rio de Janeiro | RJ     | 10º           | São Januário          | 21 680     | 1 (2009)       |
| Vila Nova      | Goiânia        | GO     | 9º            | OBA                   | 11 788     | 0 (não possui) |

## Estádios
| Bahia | Brusque | Chapecoense | CRB | Criciúma | Cruzeiro           |
| --- | --- | --- | --- | --- | ------------------ |
| Arena Fonte Nova | Augusto Bauer | Arena Condá | Rei Pelé | Heriberto Hülse | Mineirão           |
| Capacidade: 50 052 | Capacidade: 5 000 | Capacidade: 20 089 | Capacidade: 12 314 | Capacidade: 17 126 | Capacidade: 61 846 |
| | | | | |                    |
| CSA | \| Bahia Brusque Chapecoense CRB Criciúma Cruzeiro CSA Grêmio Guarani Ituano Londrina Náutico Novorizontino Operário-PR Ponte Preta Sampaio Corrêa Sport Tombense Vasco da Gama Vila NovaLocalização das equipes participantes da Série B de 2022. \| | \| Bahia Brusque Chapecoense CRB Criciúma Cruzeiro CSA Grêmio Guarani Ituano Londrina Náutico Novorizontino Operário-PR Ponte Preta Sampaio Corrêa Sport Tombense Vasco da Gama Vila NovaLocalização das equipes participantes da Série B de 2022. \| | \| Bahia Brusque Chapecoense CRB Criciúma Cruzeiro CSA Grêmio Guarani Ituano Londrina Náutico Novorizontino Operário-PR Ponte Preta Sampaio Corrêa Sport Tombense Vasco da Gama Vila NovaLocalização das equipes participantes da Série B de 2022. \| | \| Bahia Brusque Chapecoense CRB Criciúma Cruzeiro CSA Grêmio Guarani Ituano Londrina Náutico Novorizontino Operário-PR Ponte Preta Sampaio Corrêa Sport Tombense Vasco da Gama Vila NovaLocalização das equipes participantes da Série B de 2022. \| | Grêmio             |
| Rei Pelé | \| Bahia Brusque Chapecoense CRB Criciúma Cruzeiro CSA Grêmio Guarani Ituano Londrina Náutico Novorizontino Operário-PR Ponte Preta Sampaio Corrêa Sport Tombense Vasco da Gama Vila NovaLocalização das equipes participantes da Série B de 2022. \| | \| Bahia Brusque Chapecoense CRB Criciúma Cruzeiro CSA Grêmio Guarani Ituano Londrina Náutico Novorizontino Operário-PR Ponte Preta Sampaio Corrêa Sport Tombense Vasco da Gama Vila NovaLocalização das equipes participantes da Série B de 2022. \| | \| Bahia Brusque Chapecoense CRB Criciúma Cruzeiro CSA Grêmio Guarani Ituano Londrina Náutico Novorizontino Operário-PR Ponte Preta Sampaio Corrêa Sport Tombense Vasco da Gama Vila NovaLocalização das equipes participantes da Série B de 2022. \| | \| Bahia Brusque Chapecoense CRB Criciúma Cruzeiro CSA Grêmio Guarani Ituano Londrina Náutico Novorizontino Operário-PR Ponte Preta Sampaio Corrêa Sport Tombense Vasco da Gama Vila NovaLocalização das equipes participantes da Série B de 2022. \| | Arena do Grêmio    |
| Capacidade: 17 126 | \| Bahia Brusque Chapecoense CRB Criciúma Cruzeiro CSA Grêmio Guarani Ituano Londrina Náutico Novorizontino Operário-PR Ponte Preta Sampaio Corrêa Sport Tombense Vasco da Gama Vila NovaLocalização das equipes participantes da Série B de 2022. \| | \| Bahia Brusque Chapecoense CRB Criciúma Cruzeiro CSA Grêmio Guarani Ituano Londrina Náutico Novorizontino Operário-PR Ponte Preta Sampaio Corrêa Sport Tombense Vasco da Gama Vila NovaLocalização das equipes participantes da Série B de 2022. \| | \| Bahia Brusque Chapecoense CRB Criciúma Cruzeiro CSA Grêmio Guarani Ituano Londrina Náutico Novorizontino Operário-PR Ponte Preta Sampaio Corrêa Sport Tombense Vasco da Gama Vila NovaLocalização das equipes participantes da Série B de 2022. \| | \| Bahia Brusque Chapecoense CRB Criciúma Cruzeiro CSA Grêmio Guarani Ituano Londrina Náutico Novorizontino Operário-PR Ponte Preta Sampaio Corrêa Sport Tombense Vasco da Gama Vila NovaLocalização das equipes participantes da Série B de 2022. \| | Capacidade: 55 662 |
| | \| Bahia Brusque Chapecoense CRB Criciúma Cruzeiro CSA Grêmio Guarani Ituano Londrina Náutico Novorizontino Operário-PR Ponte Preta Sampaio Corrêa Sport Tombense Vasco da Gama Vila NovaLocalização das equipes participantes da Série B de 2022. \| | \| Bahia Brusque Chapecoense CRB Criciúma Cruzeiro CSA Grêmio Guarani Ituano Londrina Náutico Novorizontino Operário-PR Ponte Preta Sampaio Corrêa Sport Tombense Vasco da Gama Vila NovaLocalização das equipes participantes da Série B de 2022. \| | \| Bahia Brusque Chapecoense CRB Criciúma Cruzeiro CSA Grêmio Guarani Ituano Londrina Náutico Novorizontino Operário-PR Ponte Preta Sampaio Corrêa Sport Tombense Vasco da Gama Vila NovaLocalização das equipes participantes da Série B de 2022. \| | \| Bahia Brusque Chapecoense CRB Criciúma Cruzeiro CSA Grêmio Guarani Ituano Londrina Náutico Novorizontino Operário-PR Ponte Preta Sampaio Corrêa Sport Tombense Vasco da Gama Vila NovaLocalização das equipes participantes da Série B de 2022. \| |                    |
| Guarani | \| Bahia Brusque Chapecoense CRB Criciúma Cruzeiro CSA Grêmio Guarani Ituano Londrina Náutico Novorizontino Operário-PR Ponte Preta Sampaio Corrêa Sport Tombense Vasco da Gama Vila NovaLocalização das equipes participantes da Série B de 2022. \| | \| Bahia Brusque Chapecoense CRB Criciúma Cruzeiro CSA Grêmio Guarani Ituano Londrina Náutico Novorizontino Operário-PR Ponte Preta Sampaio Corrêa Sport Tombense Vasco da Gama Vila NovaLocalização das equipes participantes da Série B de 2022. \| | \| Bahia Brusque Chapecoense CRB Criciúma Cruzeiro CSA Grêmio Guarani Ituano Londrina Náutico Novorizontino Operário-PR Ponte Preta Sampaio Corrêa Sport Tombense Vasco da Gama Vila NovaLocalização das equipes participantes da Série B de 2022. \| | \| Bahia Brusque Chapecoense CRB Criciúma Cruzeiro CSA Grêmio Guarani Ituano Londrina Náutico Novorizontino Operário-PR Ponte Preta Sampaio Corrêa Sport Tombense Vasco da Gama Vila NovaLocalização das equipes participantes da Série B de 2022. \| | Ituano             |
| Brinco de Ouro | \| Bahia Brusque Chapecoense CRB Criciúma Cruzeiro CSA Grêmio Guarani Ituano Londrina Náutico Novorizontino Operário-PR Ponte Preta Sampaio Corrêa Sport Tombense Vasco da Gama Vila NovaLocalização das equipes participantes da Série B de 2022. \| | \| Bahia Brusque Chapecoense CRB Criciúma Cruzeiro CSA Grêmio Guarani Ituano Londrina Náutico Novorizontino Operário-PR Ponte Preta Sampaio Corrêa Sport Tombense Vasco da Gama Vila NovaLocalização das equipes participantes da Série B de 2022. \| | \| Bahia Brusque Chapecoense CRB Criciúma Cruzeiro CSA Grêmio Guarani Ituano Londrina Náutico Novorizontino Operário-PR Ponte Preta Sampaio Corrêa Sport Tombense Vasco da Gama Vila NovaLocalização das equipes participantes da Série B de 2022. \| | \| Bahia Brusque Chapecoense CRB Criciúma Cruzeiro CSA Grêmio Guarani Ituano Londrina Náutico Novorizontino Operário-PR Ponte Preta Sampaio Corrêa Sport Tombense Vasco da Gama Vila NovaLocalização das equipes participantes da Série B de 2022. \| | Novelli Junior     |
| Capacidade: 29 130 | \| Bahia Brusque Chapecoense CRB Criciúma Cruzeiro CSA Grêmio Guarani Ituano Londrina Náutico Novorizontino Operário-PR Ponte Preta Sampaio Corrêa Sport Tombense Vasco da Gama Vila NovaLocalização das equipes participantes da Série B de 2022. \| | \| Bahia Brusque Chapecoense CRB Criciúma Cruzeiro CSA Grêmio Guarani Ituano Londrina Náutico Novorizontino Operário-PR Ponte Preta Sampaio Corrêa Sport Tombense Vasco da Gama Vila NovaLocalização das equipes participantes da Série B de 2022. \| | \| Bahia Brusque Chapecoense CRB Criciúma Cruzeiro CSA Grêmio Guarani Ituano Londrina Náutico Novorizontino Operário-PR Ponte Preta Sampaio Corrêa Sport Tombense Vasco da Gama Vila NovaLocalização das equipes participantes da Série B de 2022. \| | \| Bahia Brusque Chapecoense CRB Criciúma Cruzeiro CSA Grêmio Guarani Ituano Londrina Náutico Novorizontino Operário-PR Ponte Preta Sampaio Corrêa Sport Tombense Vasco da Gama Vila NovaLocalização das equipes participantes da Série B de 2022. \| | Capacidade: 15 660 |
| | \| Bahia Brusque Chapecoense CRB Criciúma Cruzeiro CSA Grêmio Guarani Ituano Londrina Náutico Novorizontino Operário-PR Ponte Preta Sampaio Corrêa Sport Tombense Vasco da Gama Vila NovaLocalização das equipes participantes da Série B de 2022. \| | \| Bahia Brusque Chapecoense CRB Criciúma Cruzeiro CSA Grêmio Guarani Ituano Londrina Náutico Novorizontino Operário-PR Ponte Preta Sampaio Corrêa Sport Tombense Vasco da Gama Vila NovaLocalização das equipes participantes da Série B de 2022. \| | \| Bahia Brusque Chapecoense CRB Criciúma Cruzeiro CSA Grêmio Guarani Ituano Londrina Náutico Novorizontino Operário-PR Ponte Preta Sampaio Corrêa Sport Tombense Vasco da Gama Vila NovaLocalização das equipes participantes da Série B de 2022. \| | \| Bahia Brusque Chapecoense CRB Criciúma Cruzeiro CSA Grêmio Guarani Ituano Londrina Náutico Novorizontino Operário-PR Ponte Preta Sampaio Corrêa Sport Tombense Vasco da Gama Vila NovaLocalização das equipes participantes da Série B de 2022. \| |                    |
| Londrina | \| Bahia Brusque Chapecoense CRB Criciúma Cruzeiro CSA Grêmio Guarani Ituano Londrina Náutico Novorizontino Operário-PR Ponte Preta Sampaio Corrêa Sport Tombense Vasco da Gama Vila NovaLocalização das equipes participantes da Série B de 2022. \| | \| Bahia Brusque Chapecoense CRB Criciúma Cruzeiro CSA Grêmio Guarani Ituano Londrina Náutico Novorizontino Operário-PR Ponte Preta Sampaio Corrêa Sport Tombense Vasco da Gama Vila NovaLocalização das equipes participantes da Série B de 2022. \| | \| Bahia Brusque Chapecoense CRB Criciúma Cruzeiro CSA Grêmio Guarani Ituano Londrina Náutico Novorizontino Operário-PR Ponte Preta Sampaio Corrêa Sport Tombense Vasco da Gama Vila NovaLocalização das equipes participantes da Série B de 2022. \| | \| Bahia Brusque Chapecoense CRB Criciúma Cruzeiro CSA Grêmio Guarani Ituano Londrina Náutico Novorizontino Operário-PR Ponte Preta Sampaio Corrêa Sport Tombense Vasco da Gama Vila NovaLocalização das equipes participantes da Série B de 2022. \| | Náutico            |
| Estádio do Café | \| Bahia Brusque Chapecoense CRB Criciúma Cruzeiro CSA Grêmio Guarani Ituano Londrina Náutico Novorizontino Operário-PR Ponte Preta Sampaio Corrêa Sport Tombense Vasco da Gama Vila NovaLocalização das equipes participantes da Série B de 2022. \| | \| Bahia Brusque Chapecoense CRB Criciúma Cruzeiro CSA Grêmio Guarani Ituano Londrina Náutico Novorizontino Operário-PR Ponte Preta Sampaio Corrêa Sport Tombense Vasco da Gama Vila NovaLocalização das equipes participantes da Série B de 2022. \| | \| Bahia Brusque Chapecoense CRB Criciúma Cruzeiro CSA Grêmio Guarani Ituano Londrina Náutico Novorizontino Operário-PR Ponte Preta Sampaio Corrêa Sport Tombense Vasco da Gama Vila NovaLocalização das equipes participantes da Série B de 2022. \| | \| Bahia Brusque Chapecoense CRB Criciúma Cruzeiro CSA Grêmio Guarani Ituano Londrina Náutico Novorizontino Operário-PR Ponte Preta Sampaio Corrêa Sport Tombense Vasco da Gama Vila NovaLocalização das equipes participantes da Série B de 2022. \| | Aflitos            |
| Capacidade: 30 000 | \| Bahia Brusque Chapecoense CRB Criciúma Cruzeiro CSA Grêmio Guarani Ituano Londrina Náutico Novorizontino Operário-PR Ponte Preta Sampaio Corrêa Sport Tombense Vasco da Gama Vila NovaLocalização das equipes participantes da Série B de 2022. \| | \| Bahia Brusque Chapecoense CRB Criciúma Cruzeiro CSA Grêmio Guarani Ituano Londrina Náutico Novorizontino Operário-PR Ponte Preta Sampaio Corrêa Sport Tombense Vasco da Gama Vila NovaLocalização das equipes participantes da Série B de 2022. \| | \| Bahia Brusque Chapecoense CRB Criciúma Cruzeiro CSA Grêmio Guarani Ituano Londrina Náutico Novorizontino Operário-PR Ponte Preta Sampaio Corrêa Sport Tombense Vasco da Gama Vila NovaLocalização das equipes participantes da Série B de 2022. \| | \| Bahia Brusque Chapecoense CRB Criciúma Cruzeiro CSA Grêmio Guarani Ituano Londrina Náutico Novorizontino Operário-PR Ponte Preta Sampaio Corrêa Sport Tombense Vasco da Gama Vila NovaLocalização das equipes participantes da Série B de 2022. \| | Capacidade: 22 856 |
| | \| Bahia Brusque Chapecoense CRB Criciúma Cruzeiro CSA Grêmio Guarani Ituano Londrina Náutico Novorizontino Operário-PR Ponte Preta Sampaio Corrêa Sport Tombense Vasco da Gama Vila NovaLocalização das equipes participantes da Série B de 2022. \| | \| Bahia Brusque Chapecoense CRB Criciúma Cruzeiro CSA Grêmio Guarani Ituano Londrina Náutico Novorizontino Operário-PR Ponte Preta Sampaio Corrêa Sport Tombense Vasco da Gama Vila NovaLocalização das equipes participantes da Série B de 2022. \| | \| Bahia Brusque Chapecoense CRB Criciúma Cruzeiro CSA Grêmio Guarani Ituano Londrina Náutico Novorizontino Operário-PR Ponte Preta Sampaio Corrêa Sport Tombense Vasco da Gama Vila NovaLocalização das equipes participantes da Série B de 2022. \| | \| Bahia Brusque Chapecoense CRB Criciúma Cruzeiro CSA Grêmio Guarani Ituano Londrina Náutico Novorizontino Operário-PR Ponte Preta Sampaio Corrêa Sport Tombense Vasco da Gama Vila NovaLocalização das equipes participantes da Série B de 2022. \| |                    |
| Novorizontino | \| Bahia Brusque Chapecoense CRB Criciúma Cruzeiro CSA Grêmio Guarani Ituano Londrina Náutico Novorizontino Operário-PR Ponte Preta Sampaio Corrêa Sport Tombense Vasco da Gama Vila NovaLocalização das equipes participantes da Série B de 2022. \| | \| Bahia Brusque Chapecoense CRB Criciúma Cruzeiro CSA Grêmio Guarani Ituano Londrina Náutico Novorizontino Operário-PR Ponte Preta Sampaio Corrêa Sport Tombense Vasco da Gama Vila NovaLocalização das equipes participantes da Série B de 2022. \| | \| Bahia Brusque Chapecoense CRB Criciúma Cruzeiro CSA Grêmio Guarani Ituano Londrina Náutico Novorizontino Operário-PR Ponte Preta Sampaio Corrêa Sport Tombense Vasco da Gama Vila NovaLocalização das equipes participantes da Série B de 2022. \| | \| Bahia Brusque Chapecoense CRB Criciúma Cruzeiro CSA Grêmio Guarani Ituano Londrina Náutico Novorizontino Operário-PR Ponte Preta Sampaio Corrêa Sport Tombense Vasco da Gama Vila NovaLocalização das equipes participantes da Série B de 2022. \| | Operário-PR        |
| Jorjão | \| Bahia Brusque Chapecoense CRB Criciúma Cruzeiro CSA Grêmio Guarani Ituano Londrina Náutico Novorizontino Operário-PR Ponte Preta Sampaio Corrêa Sport Tombense Vasco da Gama Vila NovaLocalização das equipes participantes da Série B de 2022. \| | \| Bahia Brusque Chapecoense CRB Criciúma Cruzeiro CSA Grêmio Guarani Ituano Londrina Náutico Novorizontino Operário-PR Ponte Preta Sampaio Corrêa Sport Tombense Vasco da Gama Vila NovaLocalização das equipes participantes da Série B de 2022. \| | \| Bahia Brusque Chapecoense CRB Criciúma Cruzeiro CSA Grêmio Guarani Ituano Londrina Náutico Novorizontino Operário-PR Ponte Preta Sampaio Corrêa Sport Tombense Vasco da Gama Vila NovaLocalização das equipes participantes da Série B de 2022. \| | \| Bahia Brusque Chapecoense CRB Criciúma Cruzeiro CSA Grêmio Guarani Ituano Londrina Náutico Novorizontino Operário-PR Ponte Preta Sampaio Corrêa Sport Tombense Vasco da Gama Vila NovaLocalização das equipes participantes da Série B de 2022. \| | Germano Krüger     |
| Capacidade: 16 000 | \| Bahia Brusque Chapecoense CRB Criciúma Cruzeiro CSA Grêmio Guarani Ituano Londrina Náutico Novorizontino Operário-PR Ponte Preta Sampaio Corrêa Sport Tombense Vasco da Gama Vila NovaLocalização das equipes participantes da Série B de 2022. \| | \| Bahia Brusque Chapecoense CRB Criciúma Cruzeiro CSA Grêmio Guarani Ituano Londrina Náutico Novorizontino Operário-PR Ponte Preta Sampaio Corrêa Sport Tombense Vasco da Gama Vila NovaLocalização das equipes participantes da Série B de 2022. \| | \| Bahia Brusque Chapecoense CRB Criciúma Cruzeiro CSA Grêmio Guarani Ituano Londrina Náutico Novorizontino Operário-PR Ponte Preta Sampaio Corrêa Sport Tombense Vasco da Gama Vila NovaLocalização das equipes participantes da Série B de 2022. \| | \| Bahia Brusque Chapecoense CRB Criciúma Cruzeiro CSA Grêmio Guarani Ituano Londrina Náutico Novorizontino Operário-PR Ponte Preta Sampaio Corrêa Sport Tombense Vasco da Gama Vila NovaLocalização das equipes participantes da Série B de 2022. \| | Capacidade: 10 632 |
| | \| Bahia Brusque Chapecoense CRB Criciúma Cruzeiro CSA Grêmio Guarani Ituano Londrina Náutico Novorizontino Operário-PR Ponte Preta Sampaio Corrêa Sport Tombense Vasco da Gama Vila NovaLocalização das equipes participantes da Série B de 2022. \| | \| Bahia Brusque Chapecoense CRB Criciúma Cruzeiro CSA Grêmio Guarani Ituano Londrina Náutico Novorizontino Operário-PR Ponte Preta Sampaio Corrêa Sport Tombense Vasco da Gama Vila NovaLocalização das equipes participantes da Série B de 2022. \| | \| Bahia Brusque Chapecoense CRB Criciúma Cruzeiro CSA Grêmio Guarani Ituano Londrina Náutico Novorizontino Operário-PR Ponte Preta Sampaio Corrêa Sport Tombense Vasco da Gama Vila NovaLocalização das equipes participantes da Série B de 2022. \| | \| Bahia Brusque Chapecoense CRB Criciúma Cruzeiro CSA Grêmio Guarani Ituano Londrina Náutico Novorizontino Operário-PR Ponte Preta Sampaio Corrêa Sport Tombense Vasco da Gama Vila NovaLocalização das equipes participantes da Série B de 2022. \| |                    |
| Ponte Preta | Sampaio Corrêa | Sport | Tombense | Vasco da Gama | Vila Nova          |
| Moises Lucarelli | Castelão | Ilha do Retiro | Soares de Azevedo | São Januário | OBA                |
| Capacidade: 17 728 | Capacidade: 40 149 | Capacidade: 26 418 | Capacidade: 13 971 | Capacidade: 21 680 | Capacidade: 11 788 |
| | | | | |                    |
| Bahia Brusque Chapecoense CRB Criciúma Cruzeiro CSA Grêmio Guarani Ituano Londrina Náutico Novorizontino Operário-PR Ponte Preta Sampaio Corrêa Sport Tombense Vasco da Gama Vila NovaLocalização das equipes participantes da Série B de 2022. | | | | |                    |

### Outros estádios:
Além dos estádios de mando usual, outros estádios foram utilizados devido a punições de perda de mando de campo impostas pelo Superior Tribunal de Justiça Desportiva ou por conta de problemas de interdição dos estádios usuais ou simplesmente por opção dos clubes em mandar seus jogos em outros locais, geralmente buscando uma melhor renda.

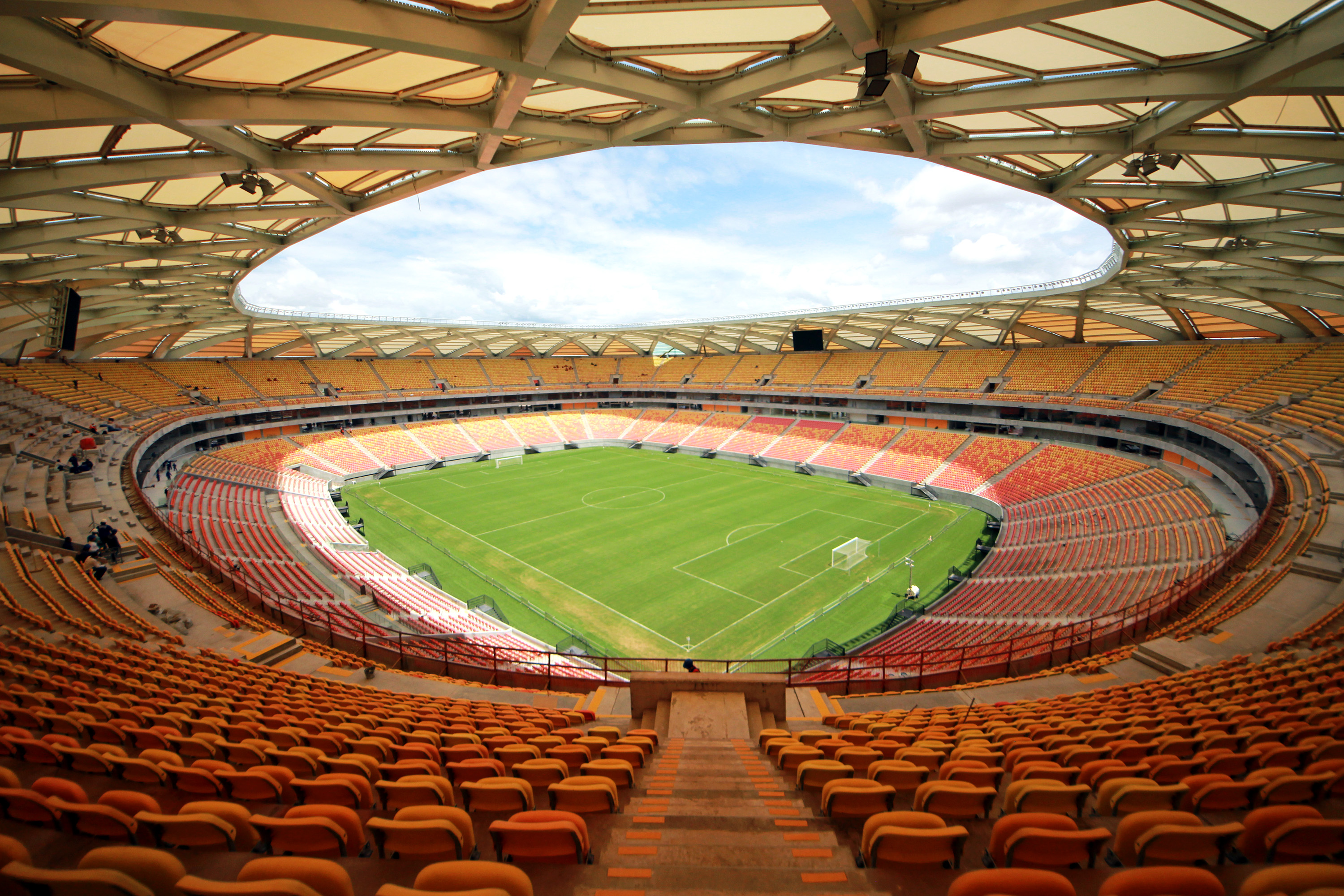
Arena da Amazônia (Manaus)
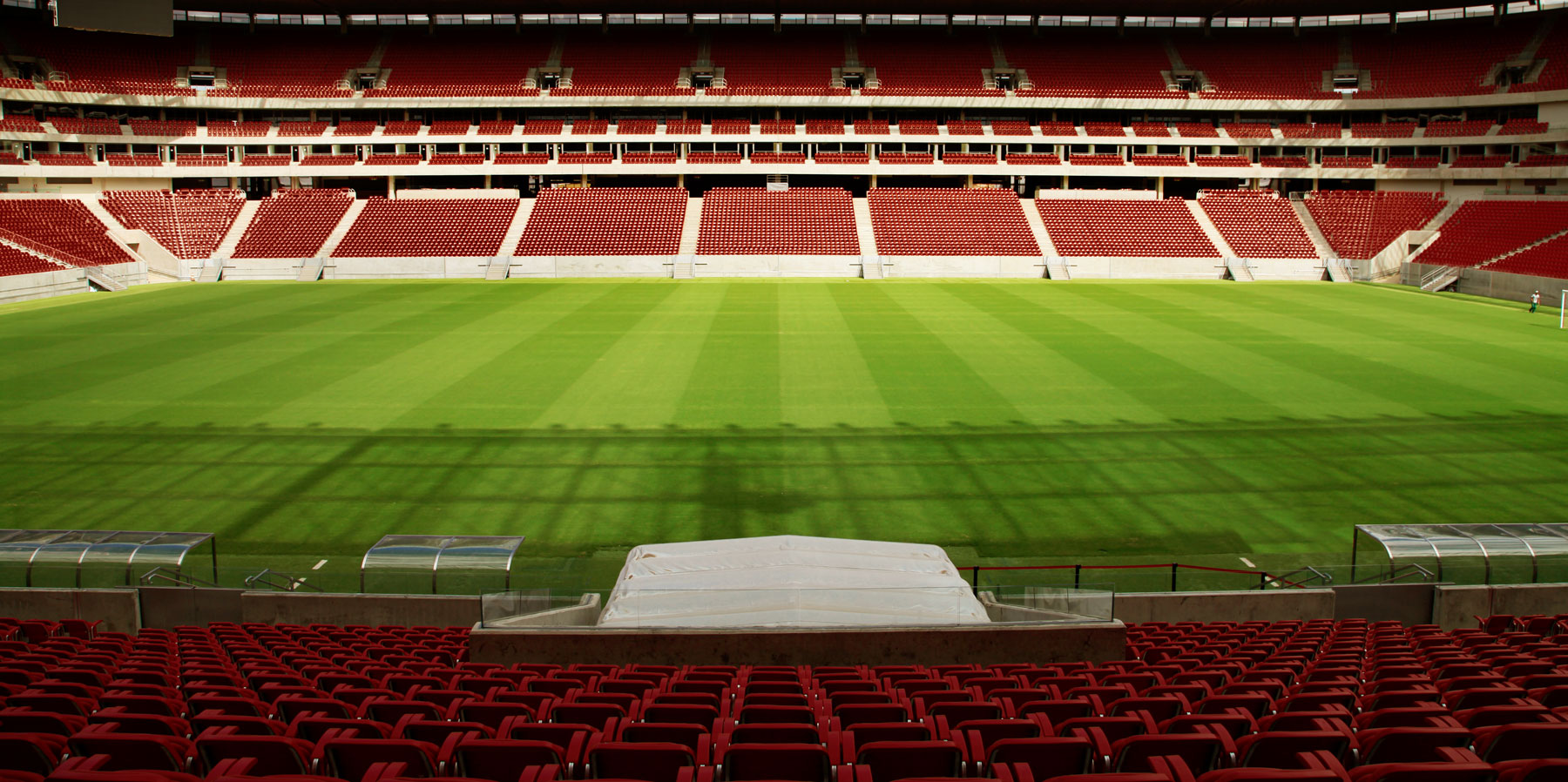
Arena de Pernambuco (São Lourenço da Mata)
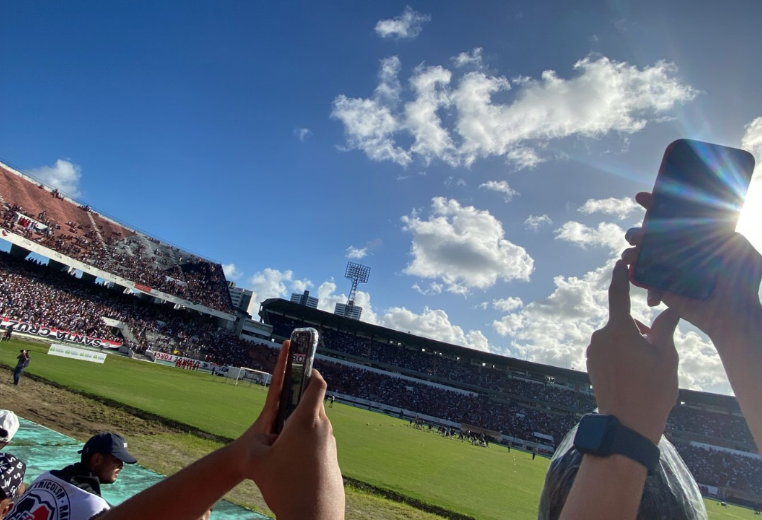
Arruda (Recife)
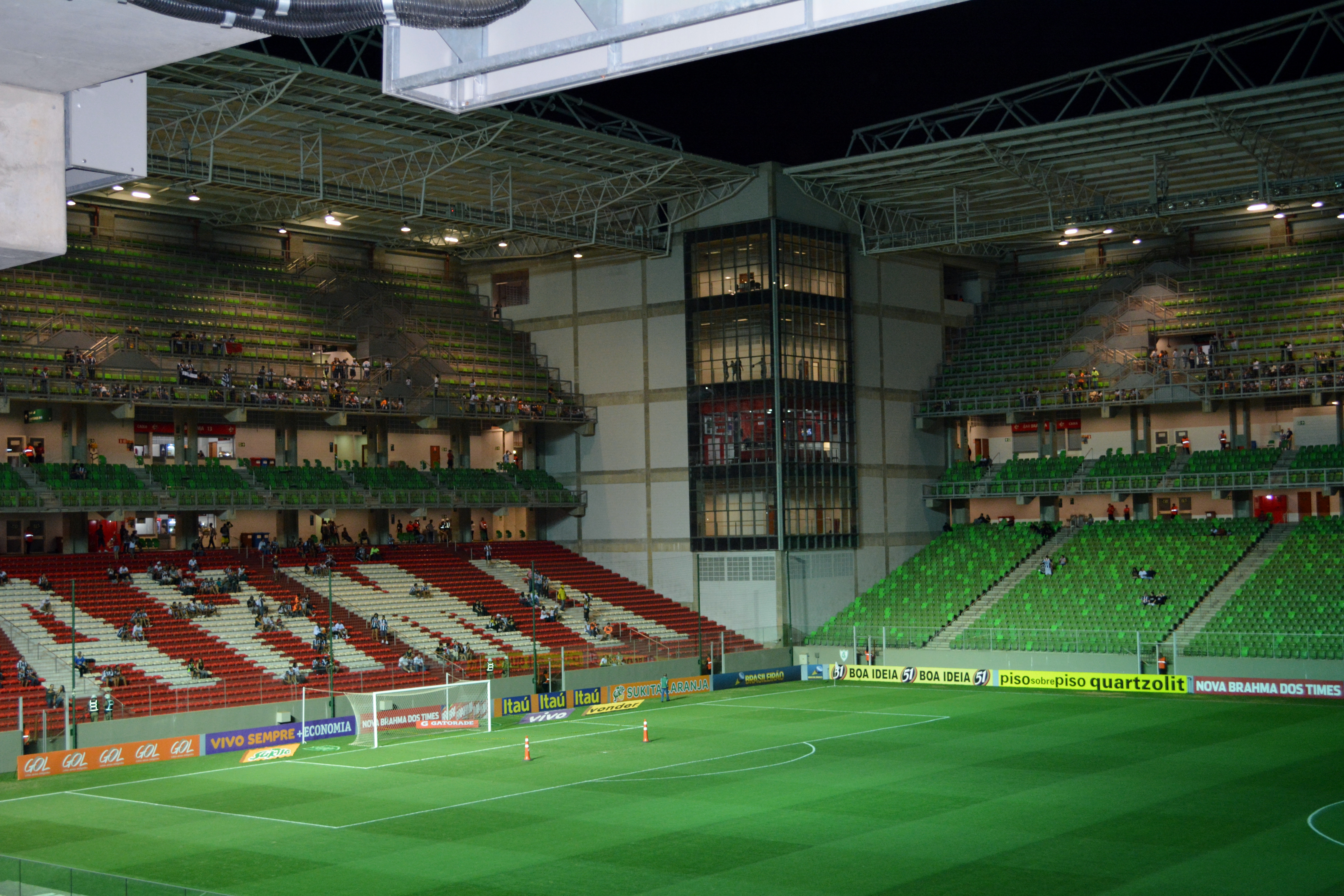
Independência (Belo Horizonte)
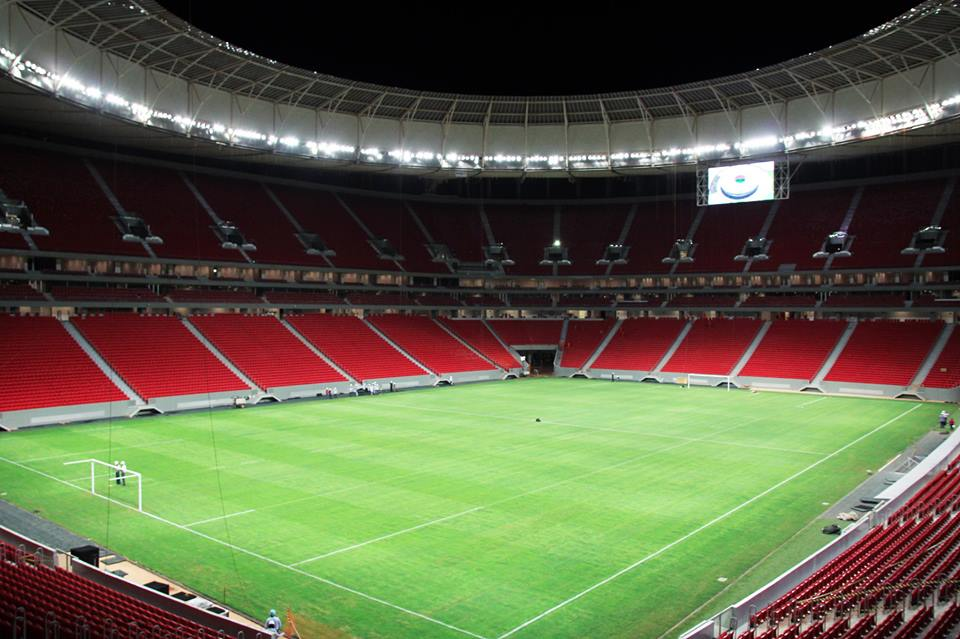
Mané Garrincha (Brasília)
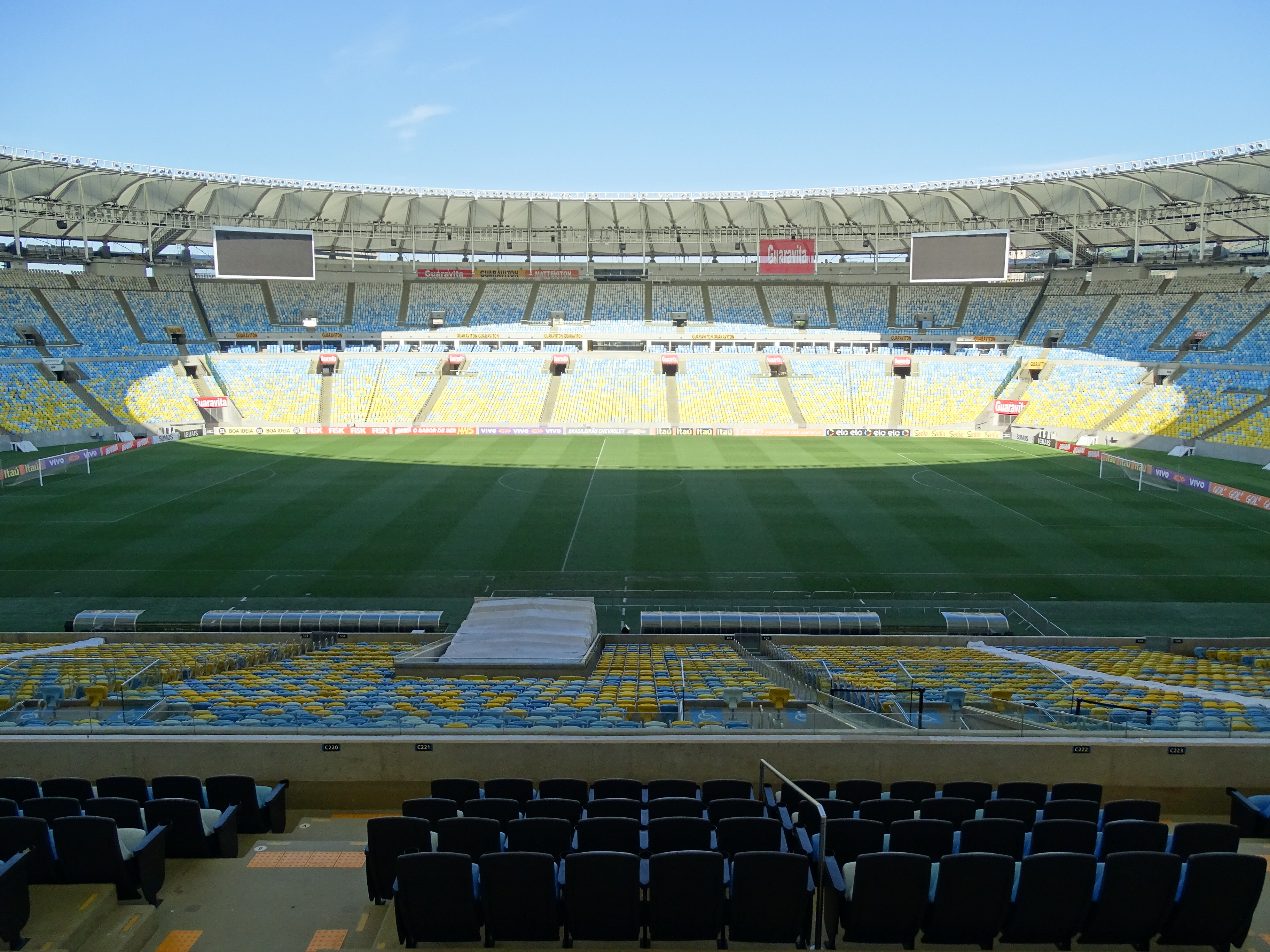
Maracanã (Rio de Janeiro)
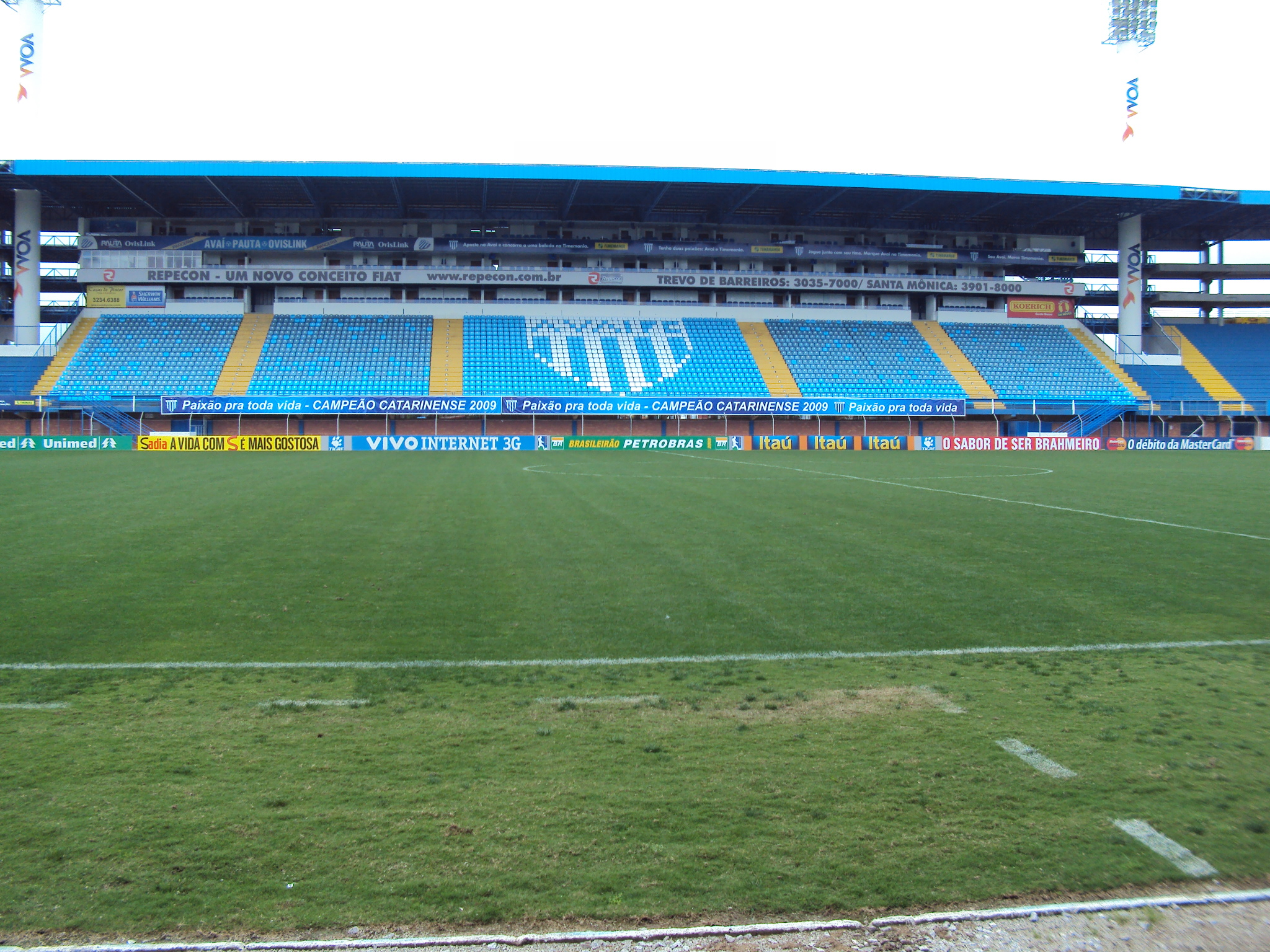
Ressacada (Florianópolis)
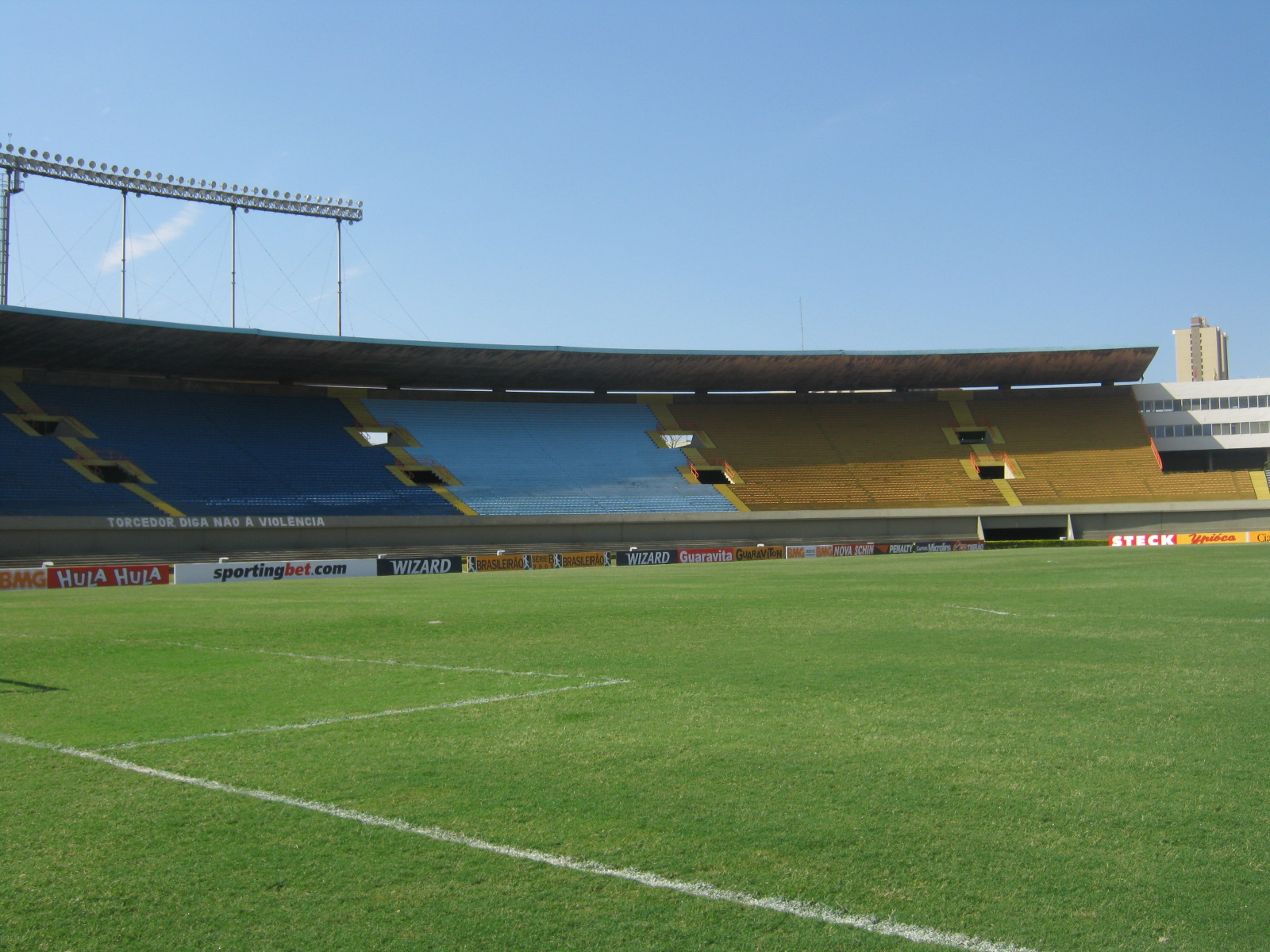
Serra Dourada (Goiânia)

## Classificação
| Pos | Equipe         | Pts | J  | V  | E  | D  | GP | GC | SG  | Promovido ou rebaixado         |
| --- | -------------- | --- | -- | -- | -- | -- | -- | -- | --- | ------------------------------ |
| 1   | Cruzeiro (C)   | 78  | 38 | 23 | 9  | 6  | 57 | 26 | +31 | Promoção à Série A de 2023     |
| 2   | Grêmio         | 65  | 38 | 17 | 14 | 7  | 50 | 26 | +24 | Promoção à Série A de 2023     |
| 3   | Bahia          | 62  | 38 | 17 | 11 | 10 | 43 | 29 | +14 | Promoção à Série A de 2023     |
| 4   | Vasco da Gama  | 62  | 38 | 17 | 11 | 10 | 48 | 36 | +12 | Promoção à Série A de 2023     |
| 5   | Sampaio Corrêa | 58  | 38 | 16 | 10 | 12 | 48 | 42 | +6  |                                |
| 6   | Ituano         | 57  | 38 | 15 | 12 | 11 | 42 | 34 | +8  |                                |
| 7   | Sport          | 57  | 38 | 15 | 12 | 11 | 37 | 31 | +6  |                                |
| 8   | Criciúma       | 56  | 38 | 14 | 14 | 10 | 43 | 31 | +12 |                                |
| 9   | Londrina       | 53  | 38 | 14 | 11 | 13 | 36 | 37 | −1  |                                |
| 10  | Guarani        | 51  | 38 | 13 | 12 | 13 | 33 | 36 | −3  |                                |
| 11  | CRB            | 50  | 38 | 13 | 11 | 14 | 35 | 43 | −8  |                                |
| 12  | Ponte Preta    | 49  | 38 | 12 | 13 | 13 | 34 | 36 | −2  |                                |
| 13  | Vila Nova      | 47  | 38 | 9  | 20 | 9  | 28 | 31 | −3  |                                |
| 14  | Chapecoense    | 45  | 38 | 11 | 12 | 15 | 37 | 39 | −2  |                                |
| 15  | Tombense       | 45  | 38 | 10 | 15 | 13 | 38 | 47 | −9  |                                |
| 16  | Novorizontino  | 44  | 38 | 11 | 11 | 16 | 44 | 49 | −5  |                                |
| 17  | CSA            | 42  | 38 | 9  | 15 | 14 | 29 | 37 | −8  | Rebaixamento à Série C de 2023 |
| 18  | Brusque        | 34  | 38 | 8  | 10 | 20 | 21 | 38 | −17 | Rebaixamento à Série C de 2023 |
| 19  | Operário-PR    | 34  | 38 | 7  | 13 | 18 | 31 | 53 | −22 | Rebaixamento à Série C de 2023 |
| 20  | Náutico        | 30  | 38 | 8  | 6  | 24 | 32 | 65 | −33 | Rebaixamento à Série C de 2023 |

## Confrontos
|                | BAH | BRU | CHA | CRB | CRI | CRU | CSA | GRE | GUA | ITU | LON | NAU | NOV | OPF | PON | SAM | SPT | TOM | VAS | VIL |
| -------------- | --- | --- | --- | --- | --- | --- | --- | --- | --- | --- | --- | --- | --- | --- | --- | --- | --- | --- | --- | --- |
| Bahia          | —   | 1–0 | 0–1 | 1–1 | 2–1 | 2–0 | 1–0 | 0–0 | 1–1 | 2–0 | 4–0 | 3–0 | 0–1 | 2–2 | 2–1 | 1–0 | 1–0 | 3–1 | 2–1 | 1–1 |
| Brusque        | 0–2 | —   | 0–0 | 0–0 | 0–2 | 0–0 | 2–0 | 1–1 | 1–0 | 0–1 | 0–1 | 1–2 | 2–2 | 2–0 | 2–1 | 1–1 | 0–1 | 1–0 | 1–0 | 0–1 |
| Chapecoense    | 3–1 | 1–0 | —   | 1–2 | 2–3 | 0–2 | 1–0 | 0–0 | 0–0 | 1–1 | 0–3 | 1–0 | 2–2 | 1–1 | 3–0 | 3–1 | 0–1 | 3–2 | 0–0 | 1–2 |
| CRB            | 1–2 | 1–1 | 2–1 | —   | 0–0 | 0–2 | 0–0 | 2–0 | 1–1 | 1–1 | 1–0 | 1–2 | 2–1 | 2–1 | 1–1 | 2–1 | 2–0 | 0–0 | 1–1 | 1–0 |
| Criciúma       | 0–0 | 0–1 | 2–0 | 3–0 | —   | 0–1 | 2–1 | 2–0 | 0–0 | 3–0 | 1–0 | 2–1 | 1–1 | 2–0 | 1–1 | 3–1 | 1–1 | 2–0 | 0–1 | 1–0 |
| Cruzeiro       | 1–0 | 1–0 | 1–1 | 2–0 | 1–1 | —   | 3–2 | 1–0 | 0–1 | 1–1 | 1–0 | 4–0 | 2–1 | 1–0 | 2–0 | 2–0 | 2–1 | 2–0 | 3–0 | 2–0 |
| CSA            | 1–1 | 1–0 | 1–1 | 1–1 | 1–1 | 1–1 | —   | 1–1 | 1–2 | 1–3 | 0–1 | 2–0 | 2–1 | 0–0 | 0–1 | 0–0 | 1–0 | 2–0 | 2–0 | 1–0 |
| Grêmio         | 1–1 | 3–0 | 0–1 | 2–0 | 0–0 | 2–2 | 2–0 | —   | 3–1 | 0–1 | 1–0 | 2–0 | 2–0 | 5–1 | 2–1 | 2–0 | 3–0 | 3–0 | 2–1 | 2–1 |
| Guarani        | 0–2 | 1–1 | 1–0 | 1–0 | 1–0 | 1–0 | 0–0 | 1–2 | —   | 0–2 | 1–0 | 1–0 | 2–0 | 0–3 | 0–0 | 3–0 | 0–0 | 2–1 | 0–0 | 1–1 |
| Ituano         | 1–0 | 2–0 | 1–0 | 1–0 | 1–2 | 1–1 | 0–0 | 1–1 | 2–1 | —   | 0–0 | 0–0 | 1–0 | 0–0 | 1–2 | 1–0 | 4–1 | 3–0 | 0–1 | 3–1 |
| Londrina       | 1–1 | 2–1 | 2–1 | 1–0 | 1–1 | 1–2 | 0–0 | 1–1 | 3–1 | 0–2 | —   | 2–0 | 1–1 | 2–1 | 0–2 | 1–0 | 2–1 | 1–1 | 0–1 | 2–2 |
| Náutico        | 0–1 | 1–0 | 1–2 | 2–1 | 1–1 | 0–1 | 1–1 | 0–3 | 1–1 | 2–0 | 1–2 | —   | 3–1 | 2–0 | 0–1 | 1–3 | 1–1 | 4–3 | 2–3 | 1–2 |
| Novorizontino  | 1–1 | 1–0 | 0–3 | 3–1 | 3–1 | 1–4 | 1–1 | 2–0 | 1–2 | 2–1 | 0–1 | 6–0 | —   | 2–1 | 1–1 | 0–0 | 0–0 | 1–3 | 2–0 | 1–1 |
| Operário-PR    | 0–1 | 0–0 | 2–1 | 2–3 | 2–0 | 1–2 | 0–0 | 0–1 | 0–1 | 3–2 | 1–0 | 1–0 | 0–3 | —   | 2–0 | 1–1 | 0–0 | 0–0 | 2–3 | 1–1 |
| Ponte Preta    | 2–0 | 2–0 | 0–0 | 1–0 | 1–1 | 1–4 | 0–2 | 0–0 | 1–0 | 1–1 | 1–2 | 1–0 | 0–1 | 3–0 | —   | 0–0 | 1–0 | 0–0 | 3–1 | 1–1 |
| Sampaio Corrêa | 2–0 | 3–1 | 2–1 | 1–2 | 1–1 | 1–1 | 2–0 | 2–1 | 2–1 | 2–0 | 2–1 | 2–0 | 2–1 | 1–1 | 2–1 | —   | 4–1 | 1–1 | 3–1 | 2–0 |
| Sport          | 1–0 | 0–0 | 1–0 | 0–1 | 1–1 | 3–1 | 4–0 | 0–0 | 2–1 | 1–0 | 2–0 | 2–1 | 1–0 | 5–1 | 2–1 | 1–0 | —   | 2–0 | 1–1 | 0–0 |
| Tombense       | 1–0 | 1–0 | 2–1 | 1–2 | 1–0 | 1–1 | 2–1 | 2–2 | 1–1 | 2–1 | 1–1 | 1–1 | 2–0 | 1–1 | 0–0 | 3–0 | 1–0 | —   | 1–1 | 0–0 |
| Vasco          | 1–0 | 2–0 | 0–0 | 4–0 | 2–1 | 1–0 | 1–0 | 0–0 | 2–1 | 1–1 | 1–1 | 4–1 | 3–0 | 3–0 | 1–0 | 2–3 | 0–0 | 3–1 | —   | 1–1 |
| Vila Nova      | 1–1 | 0–2 | 0–0 | 1–0 | 1–0 | 1–0 | 1–2 | 0–0 | 2–1 | 1–1 | 0–0 | 2–0 | 0–0 | 0–0 | 1–1 | 0–0 | 0–0 | 1–1 | 1–0 | —   |

| Vitória do mandante Vitória do visitante Empate | Em negrito os jogos "clássicos". |

## Desempenho por rodada
Posições de cada clube por rodada:
| Rodada ↓ | BAH | BRU | CHA | CRB | CRI | CRU | CSA | GRE | GUA | ITU | LON | NAU | NOV | OPF | PON | SAM | SPT | TOM | VAS | VIL |
| -------- | --- | --- | --- | --- | --- | --- | --- | --- | --- | --- | --- | --- | --- | --- | --- | --- | --- | --- | --- | --- |
| 1ª       | 1   | 4   | 5   | 13  | 13  | 20  | 13  | 11  | 18  | 9   | 2   | 19  | 13  | 5   | 11  | 17  | 3   | 10  | 7   | 7   |
| 2ª       | 1   | 7   | 3   | 13  | 6   | 8   | 15  | 17  | 18  | 12  | 5   | 20  | 14  | 2   | 19  | 16  | 4   | 10  | 9   | 11  |
| 3ª       | 1   | 13  | 3   | 19  | 8   | 10  | 17  | 6   | 20  | 2   | 7   | 12  | 16  | 9   | 11  | 5   | 4   | 14  | 15  | 18  |
| 4ª       | 1   | 6   | 2   | 20  | 12  | 5   | 18  | 4   | 14  | 9   | 11  | 7   | 19  | 13  | 15  | 10  | 3   | 16  | 8   | 17  |
| 5ª       | 2   | 10  | 4   | 20  | 11  | 3   | 13  | 1   | 17  | 5   | 15  | 7   | 12  | 16  | 8   | 14  | 6   | 18  | 9   | 19  |
| 6ª       | 1   | 12  | 6   | 20  | 14  | 2   | 15  | 4   | 16  | 9   | 18  | 11  | 7   | 8   | 10  | 17  | 3   | 19  | 5   | 13  |
| 7ª       | 3   | 14  | 10  | 20  | 7   | 1   | 18  | 6   | 17  | 8   | 13  | 15  | 5   | 9   | 12  | 11  | 2   | 19  | 4   | 16  |
| 8ª       | 2   | 8   | 10  | 19  | 9   | 1   | 17  | 6   | 18  | 11  | 15  | 14  | 5   | 7   | 13  | 12  | 3   | 20  | 4   | 16  |
| 9ª       | 3   | 12  | 10  | 13  | 15  | 1   | 11  | 5   | 20  | 14  | 9   | 17  | 6   | 7   | 16  | 8   | 4   | 18  | 2   | 19  |
| 10ª      | 2   | 15  | 14  | 13  | 17  | 1   | 11  | 5   | 20  | 16  | 12  | 9   | 6   | 7   | 19  | 8   | 3   | 10  | 4   | 18  |
| 11ª      | 2   | 8   | 16  | 17  | 9   | 1   | 11  | 5   | 20  | 18  | 14  | 15  | 7   | 6   | 13  | 12  | 4   | 10  | 3   | 19  |
| 12ª      | 2   | 13  | 18  | 11  | 6   | 1   | 15  | 5   | 19  | 14  | 10  | 17  | 12  | 8   | 16  | 9   | 4   | 7   | 3   | 20  |
| 13ª      | 3   | 7   | 13  | 12  | 9   | 1   | 16  | 4   | 18  | 14  | 11  | 17  | 15  | 8   | 19  | 10  | 5   | 6   | 2   | 20  |
| 14ª      | 3   | 10  | 14  | 9   | 7   | 1   | 15  | 4   | 19  | 16  | 8   | 17  | 11  | 12  | 18  | 13  | 5   | 6   | 2   | 20  |
| 15ª      | 3   | 13  | 15  | 11  | 7   | 1   | 17  | 4   | 19  | 14  | 12  | 16  | 8   | 9   | 18  | 10  | 5   | 6   | 2   | 20  |
| 16ª      | 3   | 8   | 14  | 10  | 5   | 1   | 17  | 4   | 19  | 16  | 13  | 15  | 9   | 12  | 18  | 11  | 6   | 7   | 2   | 20  |
| 17ª      | 3   | 12  | 15  | 9   | 7   | 1   | 19  | 4   | 18  | 14  | 11  | 17  | 8   | 13  | 16  | 10  | 5   | 6   | 2   | 20  |
| 18ª      | 3   | 12  | 13  | 9   | 8   | 1   | 17  | 4   | 19  | 15  | 10  | 18  | 11  | 14  | 16  | 6   | 5   | 7   | 2   | 20  |
| 19ª      | 3   | 12  | 13  | 10  | 11  | 1   | 17  | 4   | 19  | 16  | 7   | 18  | 8   | 15  | 14  | 9   | 6   | 5   | 2   | 20  |
| 20ª      | 4   | 12  | 14  | 8   | 9   | 1   | 17  | 2   | 18  | 13  | 5   | 19  | 11  | 16  | 15  | 7   | 10  | 6   | 3   | 20  |
| 21ª      | 3   | 14  | 15  | 10  | 9   | 1   | 17  | 4   | 18  | 12  | 6   | 19  | 11  | 16  | 13  | 8   | 7   | 5   | 2   | 20  |
| 22ª      | 2   | 14  | 16  | 10  | 9   | 1   | 17  | 3   | 18  | 12  | 5   | 20  | 11  | 15  | 13  | 8   | 7   | 6   | 4   | 19  |
| 23ª      | 3   | 14  | 15  | 12  | 10  | 1   | 17  | 2   | 19  | 9   | 5   | 18  | 13  | 16  | 11  | 7   | 8   | 6   | 4   | 20  |
| 24ª      | 2   | 14  | 15  | 9   | 12  | 1   | 18  | 3   | 17  | 11  | 5   | 19  | 10  | 16  | 13  | 7   | 6   | 8   | 4   | 20  |
| 25ª      | 2   | 15  | 14  | 7   | 11  | 1   | 16  | 3   | 19  | 10  | 6   | 20  | 13  | 17  | 12  | 9   | 8   | 5   | 4   | 18  |
| 26ª      | 2   | 15  | 14  | 8   | 11  | 1   | 16  | 3   | 18  | 7   | 5   | 20  | 13  | 17  | 12  | 10  | 6   | 9   | 4   | 19  |
| 27ª      | 2   | 16  | 15  | 11  | 9   | 1   | 14  | 4   | 19  | 8   | 5   | 20  | 13  | 18  | 10  | 12  | 6   | 7   | 3   | 17  |
| 28ª      | 2   | 15  | 14  | 7   | 9   | 1   | 16  | 3   | 18  | 10  | 5   | 20  | 13  | 17  | 11  | 12  | 6   | 8   | 4   | 19  |
| 29ª      | 2   | 16  | 14  | 8   | 10  | 1   | 15  | 3   | 19  | 6   | 5   | 20  | 13  | 18  | 9   | 12  | 7   | 11  | 4   | 17  |
| 30ª      | 2   | 18  | 14  | 9   | 10  | 1   | 17  | 3   | 16  | 7   | 5   | 20  | 13  | 19  | 8   | 12  | 6   | 11  | 4   | 15  |
| 31ª      | 3   | 18  | 15  | 11  | 9   | 1   | 17  | 2   | 16  | 6   | 5   | 20  | 14  | 19  | 7   | 10  | 8   | 12  | 4   | 13  |
| 32ª      | 3   | 19  | 13  | 12  | 8   | 1   | 17  | 2   | 14  | 5   | 6   | 20  | 16  | 18  | 10  | 9   | 7   | 11  | 4   | 15  |
| 33ª      | 3   | 19  | 15  | 11  | 9   | 1   | 17  | 2   | 13  | 7   | 8   | 20  | 16  | 18  | 10  | 6   | 5   | 12  | 4   | 14  |
| 34ª      | 3   | 19  | 15  | 10  | 8   | 1   | 17  | 2   | 14  | 6   | 9   | 20  | 16  | 18  | 11  | 7   | 5   | 12  | 4   | 13  |
| 35ª      | 3   | 19  | 16  | 10  | 7   | 1   | 17  | 2   | 13  | 8   | 9   | 20  | 15  | 18  | 11  | 6   | 5   | 14  | 4   | 12  |
| 36ª      | 4   | 19  | 15  | 10  | 9   | 1   | 17  | 2   | 11  | 5   | 6   | 20  | 16  | 18  | 13  | 8   | 7   | 14  | 3   | 12  |
| 37ª      | 3   | 18  | 14  | 10  | 9   | 1   | 16  | 2   | 11  | 5   | 8   | 20  | 17  | 19  | 13  | 7   | 6   | 15  | 4   | 13  |
| 38ª      | 3   | 18  | 14  | 11  | 8   | 1   | 17  | 2   | 10  | 6   | 9   | 20  | 16  | 19  | 12  | 5   | 7   | 15  | 4   | 13  |
| Rodada ↑ | BAH | BRU | CHA | CRB | CRI | CRU | CSA | GRE | GUA | ITU | LON | NAU | NOV | OPF | PON | SAM | SPT | TOM | VAS | VIL |

| Líder e promoção à Série A de 2023 Zona de promoção à Série A de 2023 Zona de rebaixamento à Série C de 2023 |

## Estatísticas
| Gols | Jogador        | Equipe         |
| ---- | -------------- | -------------- |
| 19   | Gabriel Poveda | Sampaio Corrêa |
| 15   | Lucca          | Ponte Preta    |
| 14   | Diego Souza    | Grêmio         |
| 11   | Edu            | Cruzeiro       |
| 10   | Ciel           | Tombense       |
| 10   | Hygor          | Criciúma       |
| 10   | Papagaio       | Ituano         |
| 10   | Raniel         | Vasco da Gama  |

| Total[carece de fontes?] | Jogador          | Equipe         |
| ------------------------ | ---------------- | -------------- |
| 7                        | Jamerson         | Guarani        |
| 7                        | Nenê             | Vasco da Gama  |
| 6                        | Anselmo Ramon    | CRB            |
| 6                        | Gabriel Teixeira | Grêmio         |
| 6                        | Pimentinha       | Sampaio Corrêa |
| 5                        | Caprini          | Londrina       |
| 5                        | Diego Souza      | Grêmio         |
| 5                        | Fellipe Mateus   | Criciúma       |
| 5                        | Nicolas          | Grêmio         |
| 5                        | Ygor Catatau     | Sampaio Corrêa |

### Hat-tricks
| Jogador     | Clube  | Adversário  | Placar  | Data          | Ref.   |
| ----------- | ------ | ----------- | ------- | ------------- | ------ |
| Diego Souza | Grêmio | Guarani     | 3–1 (C) | 21 de abril   | [ 26 ] |
| Vágner Love | Sport  | Operário-PR | 5–1 (C) | 28 de outubro | [ 27 ] |

### Público
Maiores públicos
Estes são os dez maiores públicos do campeonato:
| N.º | Público | Mandante      | Placar | Visitante      | Estádio         | Data           | Rodada | Ref.   |
| --- | ------- | ------------- | ------ | -------------- | --------------- | -------------- | ------ | ------ |
| 1   | 58 659  | Vasco da Gama | 1–0    | Cruzeiro       | Maracanã        | 12 de junho    | 12ª    | [ 28 ] |
| 2   | 55 750  | Vasco da Gama | 0–0    | Sport          | Maracanã        | 3 de julho     | 16ª    | [ 29 ] |
| 3   | 54 529  | Cruzeiro      | 2–0    | Ponte Preta    | Mineirão        | 16 de junho    | 13ª    | [ 30 ] |
| 4   | 54 059  | Cruzeiro      | 3–2    | CSA            | Mineirão        | 6 de novembro  | 38ª    | [ 31 ] |
| 5   | 53 460  | Cruzeiro      | 2–0    | Sampaio Corrêa | Mineirão        | 22 de maio     | 8ª     | [ 32 ] |
| 6   | 53 062  | Cruzeiro      | 3–0    | Vasco da Gama  | Mineirão        | 21 de setembro | 31ª    | [ 33 ] |
| 7   | 52 776  | Cruzeiro      | 1–1    | Criciúma       | Mineirão        | 4 de setembro  | 28ª    | [ 34 ] |
| 8   | 50 289  | Cruzeiro      | 1–1    | Ituano         | Mineirão        | 5 de outubro   | 33ª    | [ 35 ] |
| 9   | 49 659  | Grêmio        | 2–2    | Cruzeiro       | Arena do Grêmio | 21 de agosto   | 25ª    | [ 36 ] |
| 10  | 48 860  | Grêmio        | 2–1    | Vasco da Gama  | Arena do Grêmio | 11 de setembro | 29ª    | [ 37 ] |

Menores públicos
Estes são os dez menores públicos do campeonato, sem considerar as partidas com portões fechados:
| N.º | Público | Mandante | Placar | Visitante     | Estádio           | Data           | Rodada | Ref.   |
| --- | ------- | -------- | ------ | ------------- | ----------------- | -------------- | ------ | ------ |
| 1   | 114     | Tombense | 2–0    | Novorizontino | Soares de Azevedo | 29 de setembro | 32ª    | [ 38 ] |
| 2   | 116     | Tombense | 1–1    | Londrina      | Soares de Azevedo | 16 de setembro | 30ª    | [ 39 ] |
| 3   | 141     | Tombense | 0–0    | Vila Nova     | Soares de Azevedo | 9 de agosto    | 23ª    | [ 40 ] |
| 4   | 147     | Tombense | 1–0    | Brusque       | Soares de Azevedo | 30 de agosto   | 27ª    | [ 41 ] |
| 5   | 151     | Tombense | 2–1    | CSA           | Soares de Azevedo | 12 de junho    | 12ª    | [ 42 ] |
| 6   | 170     | Tombense | 2–1    | Ituano        | Soares de Azevedo | 4 de junho     | 10ª    | [ 43 ] |
| 7   | 174     | Brusque  | 1–0    | Guarani       | Ressacada         | 8 de abril     | 1ª     | [ 44 ] |
| 8   | 239     | Tombense | 1–1    | Guarani       | Soares de Azevedo | 14 de maio     | 7ª     | [ 45 ] |
| 9   | 318     | Tombense | 1–2    | CRB           | Soares de Azevedo | 8 de outubro   | 34ª    | [ 46 ] |
| 10  | 416     | Tombense | 1–1    | Operário-PR   | Soares de Azevedo | 9 de abril     | 1ª     | [ 47 ] |

Médias de público
Estas são as médias de público dos clubes no campeonato. Considera-se apenas os jogos da equipe como mandante e o público pagante:
| Pos.  | Equipe         | Média  | Total     | Mandos |
| ----- | -------------- | ------ | --------- | ------ |
| 1     | Cruzeiro       | 36 637 | 696 096   | 19     |
| 2     | Bahia          | 31 013 | 589 250   | 19     |
| 3     | Grêmio         | 22 882 | 434 758   | 19     |
| 4     | Vasco da Gama  | 22 337 | 424 409   | 19     |
| 5     | Sport          | 13 659 | 245 854   | 18     |
| 6     | Criciúma       | 10 306 | 195 805   | 19     |
| 7     | CSA            | 6 303  | 119 755   | 19     |
| 8     | Náutico        | 5 559  | 105 612   | 19     |
| 9     | Guarani        | 5 451  | 103 568   | 19     |
| 10    | Chapecoense    | 4 589  | 87 196    | 19     |
| 11    | Sampaio Corrêa | 4 563  | 86 693    | 19     |
| 12    | Vila Nova      | 4 485  | 85 211    | 19     |
| 13    | CRB            | 4 460  | 84 734    | 19     |
| 14    | Ponte Preta    | 4 143  | 78 716    | 19     |
| 15    | Operário-PR    | 3 790  | 68 215    | 18     |
| 16    | Ituano         | 2 719  | 51 656    | 19     |
| 17    | Brusque        | 2 395  | 45 513    | 19     |
| 18    | Londrina       | 2 330  | 44 263    | 19     |
| 19    | Novorizontino  | 1 500  | 28 491    | 19     |
| 20    | Tombense       | 1 049  | 19 940    | 19     |
| Total | Total          | 9 513  | 3 595 735 | 378    |

## Mudanças de técnicos
| Clube         | Antecessor         | Data          | Última partida                | Rod | Pos | Sucessor                     | Ref.            |
| ------------- | ------------------ | ------------- | ----------------------------- | --- | --- | ---------------------------- | --------------- |
| Náutico       | Felipe Conceição   | 11 de abril   | Londrina 2–0 Náutico          | 1ª  | 19º | Roberto Fernandes            | [ 51 ] [ 52 ]   |
| Guarani       | Daniel Paulista    | 4 de maio     | Náutico 1–1 Guarani           | 5ª  | 15º | Marcelo Chamusca             | [ 55 ] [ 56 ]   |
| Tombense      | Hemerson Maria     | 12 de maio    | Ceará 2–0 Tombense            | 6ª  | 19º | Bruno Pivetti                | [ 57 ] [ 58 ]   |
| CRB           | Marcelo Cabo       | 14 de maio    | Criciúma 3–0 CRB              | 7ª  | 20º | Daniel Paulista              | [ 59 ] [ 60 ]   |
| Vila Nova     | Higo Magalhães     | 15 de maio    | Sampaio Corrêa 2–0 Vila Nova  | 7ª  | 16º | Dado Cavalcanti              | [ 61 ] [ 62 ]   |
| Brusque       | Waguinho Dias      | 15 de maio    | Londrina 2–1 Brusque          | 7ª  | 14º | Luan Carlos                  | [ 63 ] [ 64 ]   |
| Vasco da Gama | Zé Ricardo         | 5 de junho    | Vasco da Gama 0–0 Grêmio      | 10ª | 4º  | Maurício Souza               | [ 65 ] [ 66 ]   |
| CSA           | Mozart             | 13 de junho   | Tombense 2–1 CSA              | 12ª | 15º | Alberto Valentim             | [ 67 ] [ 68 ]   |
| Novorizontino | Allan Aal          | 18 de junho   | Novorizontino 1–3 Tombense    | 13ª | 15º | Rafael Guanaes               | [ 69 ] [ 70 ]   |
| Guarani       | Marcelo Chamusca   | 25 de junho   | Londrina 3–1 Guarani          | 14ª | 19º | Mozart                       | [ 71 ] [ 72 ]   |
| Bahia         | Guto Ferreira      | 26 de junho   | Bahia 0–1 Novorizontino       | 14ª | 4º  | Enderson Moreira             | [ 73 ] [ 74 ]   |
| Sport         | Gilmar Dal Pozzo   | 26 de junho   | Sport 0–0 Brusque             | 14ª | 5º  | Lisca                        | [ 77 ] [ 78 ]   |
| Vila Nova     | Dado Cavalcanti    | 2 de julho    | Cruzeiro 2–0 Vila Nova        | 16ª | 20º | Allan Aal                    | [ 79 ] [ 80 ]   |
| Chapecoense   | Gilson Kleina      | 5 de julho    | Chapecoense 0–3 Londrina      | 16ª | 15º | Marcelo Cabo                 | [ 82 ] [ 83 ]   |
| Ituano        | Mazola Júnior      | 12 de julho   | Sampaio Corrêa 2–0 Ituano     | 17ª | 16º | Carlos Pimentel              | [ 84 ] [ 85 ]   |
| Náutico       | Roberto Fernandes  | 17 de julho   | Náutico 1–2 Chapecoense       | 18ª | 18º | Elano                        | [ 86 ] [ 87 ]   |
| Sport         | Lisca              | 19 de julho   | Sport 0–0 Vila Nova           | 19ª | 5º  | Claudinei Oliveira           | [ 88 ] [ 89 ]   |
| Operário-PR   | Claudinei Oliveira | 20 de julho   | Novorizontino 2–1 Operário-PR | 19ª | 15º | Matheus Costa                | [ 91 ] [ 92 ]   |
| Vasco da Gama | Maurício Souza     | 24 de julho   | Vila Nova 1–0 Vasco da Gama   | 20ª | 3º  | Jorginho                     | [ 93 ] [ 94 ]   |
| CSA           | Alberto Valentim   | 8 de agosto   | Bahia 1–0 CSA                 | 22ª | 17º | Roberto Fernandes            | [ 97 ] [ 98 ]   |
| Náutico       | Elano              | 20 de agosto  | Náutico 1–2 Vila Nova         | 25ª | 20º | Dado Cavalcanti              | [ 99 ] [ 100 ]  |
| Chapecoense   | Marcelo Cabo       | 30 de agosto  | Chapecoense 1–2 Vila Nova     | 27ª | 15º | Gilmar Dal Pozzo             | [ 101 ] [ 102 ] |
| Brusque       | Luan Carlos        | 31 de agosto  | Tombense 1–0 Brusque          | 27ª | 16º | Gilson Kleina                | [ 103 ] [ 104 ] |
| Grêmio        | Roger Machado      | 1 de setembro | Criciúma 2–0 Grêmio           | 27ª | 4º  | Renato Gaúcho                | [ 106 ]         |
| Novorizontino | Rafael Guanaes     | 3 de setembro | Novorizontino 1–1 CSA         | 28ª | 13º | Mazola Júnior                | [ 107 ] [ 108 ] |
| Bahia         | Enderson Moreira   | 1 de outubro  | Chapecoense 3–1 Bahia         | 32ª | 3º  | Eduardo Barroca              | [ 109 ] [ 110 ] |
| CSA           | Roberto Fernandes  | 14 de outubro | CSA 0–1 Londrina              | 35ª | 16º | Adriano Rodrigues (interino) | [ 111 ]         |
| Operário-PR   | Matheus Costa      | 24 de outubro | Operário-PR 1–2 CRB           | 36ª | 18º | Sandro Forner (interino)     | [ 112 ]         |
| CRB           | Daniel Paulista    | 3 de novembro | Brusque 0–0 CRB               | 37ª | 10º | Daniel Barboza (interino)    | [ 113 ]         |

## Premiação
| Campeonato Brasileiro 2022 Série B         |
| Minas Gerais                               |
| ------------------------------------------ |
| Cruzeiro Esporte Clube Campeão (1º título) |

### Jogador do mês
| Mês   | Jogador       | Pos. | Clube         | Estatísticas | Estatísticas | Estatísticas | Ref.    |
| Mês   | Jogador       | Pos. | Clube         | J            | G            | A            | Ref.    |
| ----- | ------------- | ---- | ------------- | ------------ | ------------ | ------------ | ------- |
| Abril | Diego Souza   | A    | Grêmio        | 3            | 3            | 1            | [ 114 ] |
| Maio  | Oliveira      | Z    | Cruzeiro      | 4            | 0            | 0            | [ 115 ] |
| Junho | Andrey Santos | V    | Vasco da Gama | 5            | 1            | 0            | [ 116 ] |